# 乙羽岳
乙羽岳（おっぱだけ、おとわだけ）は、沖縄県国頭郡今帰仁村に位置する、標高275.4メートルの山。

## 地理
沖縄本島北部から突出する本部半島の北東部に位置する。沖縄県国頭郡今帰仁村の中央部にそびえ、大字の「謝名（じゃな）」のうち、小字は「乙羽原（ウッパバル、オッパバル）」に属する。
標高は275.4メートル、今帰仁村と本部町の境界を東西に走る山地の最東部にある。本部半島北側の乙羽岳を主体とする山塊と、同半島南側にある八重岳・嘉津宇岳・安和岳の連山との間には、東西に伸びる構造線で分断されている。本山の南側に丘陵が広がり、周縁に砂礫段丘が形成されている。標高50メートル以下に分布する海岸段丘面は、浸食により形成された丘陵が見られる。
本山を含む山地は、石灰岩と千枚岩から構成され、カルスト地形が発達している。本山を模式地として命名された「乙羽岳層」は、凝灰質チャートを多く含む、中生代三畳紀の地層である。沖縄県天然記念物に指定されているコノハチョウやフタオチョウをはじめ、県内に生息するチョウの約9割の種類を観察できる。イタジイ、タブノキ、イスノキなどの照葉樹が生育している。乙羽岳の南麓から、大井川が北に流れる。

## 歴史
方言で、「ウッパヤマ」または「ウッパダキ」という。由来は、北山の時代に、北山王の腹心であった本部大腹の謀反により、王の妻子が逃亡した際、友軍に助けられた故事といわれる。この時、王子を背負って山中を逃げ回ったとされ、「背負う」または「おぶる」ことを、今帰仁の方言で「ウッパ」ということから、この山は「ウッパヤマ」と呼ばれるようになったと伝えられる。近世の資料に「おつわ山」と記され、また地元住民からは「オッパイ岳」と呼ばれている。
沖縄本島北部のテレビ難視聴地域解消のため、沖縄放送協会（NHK沖縄放送局の前身）が本山山頂に今帰仁テレビ中継放送所として、1969年（昭和44年）7月に建設を開始、同年12月1日に完成した。中継局が完成した日に、UHF電波が山頂から発信、沖縄県で初のUHF放送が開始された。
1977年（昭和52年）に、沖縄県より干害防備および保健保安林として、本山の約68ヘクタールが指定された。1981年（昭和56年）から、林野庁の治山事業の一環として、沖縄県により実施された生活環境保全林整備事業は、1984年（昭和59年）4月に完成、当事業を今帰仁村に引き渡した。同事業は、沖縄本島で初めて乙羽岳で行われ、本山を囲むように整備された遊歩道沿いに、ツツジ、イジュ、イヌマキなど約9,600本が植樹された。
1984年（昭和59年）、本山頂上に展望台が整備された。広さ181平方メートル、高さ6メートルの円盤状の鉄筋コンクリート製で、今帰仁村で建設された最初の展望台である。1989年（平成元年）にキャンプ場、1992年（平成4年）に沖縄県内の公共施設で初めてバンガローが建設された。1995年（平成7年）に、「乙羽岳からの眺望」として『新おきなわ観光名所100選』に選定された。乙羽岳と繋がる道路として、2000年（平成12年）に今帰仁村道が、2006年（平成18年）に同村道と沖縄県道84号線を結ぶ本部町道が開通した。
2012年（平成24年）、NPO法人地域活性化支援センターが、プロポーズにふさわしいデートスポットを選定する「恋人の聖地」に、本山の展望台と、今帰仁村では「恋島」とも呼ばれる古宇利島を望める景色を含め、「恋島（くいじま） / 乙羽岳森林公園展望台」として認定された。

## 観光
山頂に設置された展望台からの眺望はよく、今帰仁村全域はもとより羽地内海、屋我地島、古宇利島を俯瞰し、また南は恩納村までの国頭山地、北は伊平屋・伊是名島、鹿児島県奄美群島の与論島まで遠望できる。
山域には「乙羽岳森林公園」が整備され、キャンプ場やバンガロー施設のほか、森林遊歩道が設置されている。

乙羽岳頂上の展望台から北東を望む。

- 乙羽岳森林公園内にあるバンガロー。
- 乙羽岳頂上の展望台。
- 頂上に設置された電波塔。